# Jermaine Jackson (cestista)
Jermaine Jackson (Detroit, 7 giugno 1976) è un ex cestista e allenatore di pallacanestro statunitense.

## Carriera
Guardia di 193 centimetri, Jackson, dopo la carriera universitaria, inizia la carriera da professionista nel 1999, senza però essere scelto al draft NBA, con i Detroit Pistons.
In seguito gioca con i Toronto Raptors (2002), Atlanta Hawks (2003) e New York Knicks (2005). Alla fine del 2005 viene scambiato dai Kincks ai Chicago Bulls, ma poco dopo viene tagliato da questa franchigia e firma per i Milwaukee Bucks per il resto della stagione 2005-06. Nel 2007 i Bucks rinunciano ai suoi diritti, così nell'ottobre 2007 firma per i Seattle SuperSonics.
La sua carriera professionistica fu inframezzata da militanze nelle leghe minori statunitensi ed anche in Italia, dato che Jackson ha giocato con la Scaligera Verona e con la Benetton Pallacanestro Treviso. Con quest'ultima ha vinto la Coppa Italia nel 2004.

## Palmarès

### Squadra
- Coppa Italia: 1

Pall. Treviso: 2004
- Campione USBL (2007)

### Individuale
- All-USBL First Team (2001)
- Miglior passatore USBL (2001)